# Malosjujka
Malosjujka (ryska: Малошуйка) är en ort i Archangelsk oblast i Ryssland. Den ligger vid floden Malosjujka, 40 kilometer från Onega. Folkmängden uppgick till 2 687 invånare i början av 2015.